# Дедюшко, Александр Викторович
Алекса́ндр Ви́кторович Дедю́шко (бел. Аляксандр Віктаравіч Дзядзюшка; 20 мая 1962, Волковыск, Гродненская область, Белорусская ССР, СССР — 3 ноября 2007, Новые Омутищи, Петушинский район, Владимирская область, Россия) — советский и российский актёр театра и кино.

## Биография
Родился 20 мая 1962 года в Волковыске Гродненской области.
С детства увлекался верховой ездой, в юношестве ходил на секцию самбо и бокса, любил футбол.
В школьные годы занимался художественной самодеятельностью: танцевал в ансамблях, играл в капустниках, читал стихи.
В 1979 году окончил школу, но поступить в институт у Дедюшко не получилось: он опоздал на вступительные экзамены в Москву.
Год работал автослесарем, затем три года служил на Балтийском флоте (на кабелеукладчике «Донецк»), год проработал цеховым физоргом на заводе ЗИЛ.
Летом 1983 года поступил в Нижегородское театральное училище, которое окончил через 3,5 года.

### Личная жизнь
В 1986 году женился на Людмиле Томилиной, учившейся с ним в одном училище, только двумя курсами старше. 12 января 1991 года у них родилась дочь Ксения Дедюшко. Супруги долгое время жили и работали в разных городах, что в конечном итоге привело к разводу.
В декабре 1996 года Дедюшко познакомился с 20-летней актрисой Владимирского театра Светланой Чернышковой. 3 июня 1999 года они поженились, 21 сентября 1999 года у пары родился сын Дмитрий Дедюшко.

### Карьера в кино и театре
После окончания училища Дедюшко полгода работал в театре Минска, а следующие шесть сезонов во Владимирском драматическом театре, где играл в основном главные роли.
В конце 1995 года переехал в Москву. Какое-то время служил во МХАТе у Олега Ефремова, пробовал себя в кино, снимался в рекламных роликах и массовках. Первой эпизодической ролью Дедюшко в кино стал начальник патруля в армейской комедии «ДМБ». Его первая серьёзная роль состоялась в телесериале «Директория смерти». Начал активно сниматься в боевиках. Наиболее известная роль — в телесериале Игоря Талпы «Оперативный псевдоним». Далее последовали картины «Сармат», «Парни из стали» и «Псевдоним „Албанец“».

### Телевидение
С октября 2006 по ноябрь 2007 года был ведущим программы «Улица твоей судьбы» на телеканале «ТВ Центр», которая рассказывала о неизвестных героях, живущих в нищете и безвестности и нуждающихся в помощи.
Осенью 2006 года появился на экранах телеканала «Россия» в шоу «Танцы со звёздами», где в паре с победительницей чемпионата России по латиноамериканским танцам Лианой Шакуровой занял четвёртое место.

### Смерть
Погиб в ДТП в возрасте 45 лет вместе с женой и сыном вечером 3 ноября 2007 года. В 22:15 по московскому времени на 109-м километре трассы Москва — Уфа, у заправки за деревней Новые Омутищи в Петушинском районе Владимирской области, Дедюшко на своём автомобиле «Toyota Picnic» по неизвестным причинам (предположительно, он заснул за рулём машины) пересёк две сплошные линии и выехал на встречную полосу, где столкнулся с грузовиком «Scania», который подмял под себя всю машину. Удар пришёлся в ту часть, где сидела Светлана. Александр и Светлана (сидевшие спереди) погибли мгновенно, Дмитрий (который был на заднем сидении) потерял сознание и после аварии был жив ещё несколько минут, но скончался до приезда скорой помощи. Водитель грузовика, 38-летний Анатолий Тутуркин из Нижнего Новгорода, остался в живых. После столкновения автомобиль загорелся.
Прощание с Александром Дедюшко и его семьёй прошло 7 ноября 2007 года в московском Доме кино, после чего Дедюшко с женой Светланой и сыном Дмитрием был похоронен  на Троекуровском кладбище в Москве. Александра и Светлану хоронили в закрытых гробах. Осенью 2009 года на месте гибели семьи Дедюшко был установлен памятник, представляющий собой стелу из чёрного гранита, увенчанную крестом, с выгравированными портретами Александра, Светланы и Дмитрия.
О гибели Александра Дедюшко и его семьи упоминается в российском боевике «Офицеры-2». В первом фильме «Офицеры» актёр сыграл роль полковника Марченко.

## Фильмография
- 1997 — Вор — военный в Чечне
- 1998 — Сибирский цирюльник — эпизод
- 1999 — Д. Д. Д. Досье детектива Дубровского — «Картавый»
- 1999 — Директория смерти — Феликс
- 2000 — ДМБ — начальник патруля (озвучивание: Владимир Вихров)
- 2000 — Марш Турецкого — Альгирис, телохранитель Нино (озвучивание: Андрей Гриневич)
- 2001 — На углу, у Патриарших 2 — Алексей Шмаков
- 2001 — Семейные тайны — эпизод (нет в титрах)
- 2001 — Сыщики — Щур, бандит с ножом
- 2002 — Спецназ — Арсанов (озвучивание: Борис Хвошнянский)
- 2002 — Бригада — сотрудник ФСБ
- 2002 — Линия защиты — Александр Лазаренко
- 2002 — Кукла — Джокер, частный детектив
- 2002 — Мужская работа 2 — военврач в Таджикистане
- 2003 — Чёрный мяч — Василий Петрович, тренер детской футбольной команды
- 2003 — Марш-бросок — офицер
- 2003 — Оперативный псевдоним — Сергей Иванович Лапин / Максим Витальевич Карданов / Майкл Томпсон / Прутков, киллер
- 2004 — Водитель для Веры — гэбист, переодетый в санработника (озвучивал другой актер)
- 2004 — Сармат — Игорь Алексеевич Сарматов, майор
- 2002 — Дружная семейка — капитан Шишкин
- 2004 — Парни из стали — Игорь Доценко, криминальный авторитет
- 2004 — Тайна Голубой долины — Дмитрий Викторович
- 2004 — Формула — Алексей Олегович Сутулов, банкир
- 2005 — Русский бизнес XXI века — наркодилер
- 2005 — Сармат 2: Покушение — Олег Анатольевич Ломов, майор ФСБ
- 2005 — Оперативный псевдоним 2. Код Возвращения — Максим Витальевич Карданов
- 2006 — Офицеры — Иван Егорович Марченко «Командор», полковник
- 2006 — Кровавый круг — Сергей Бороздин
- 2006 — Псевдоним «Албанец» — Виктор Алексеевич Албанцев, майор
- 2007 — Я сыщик — Константин Андреевич Максимов
- 2007 — Вечерняя сказка — Антон Васильевич Будаев
- 2007 — Если ты меня слышишь — Виктор
- 2007 — Псевдоним «Албанец»-2 — Виктор Алексеевич Албанцев, майор (озвучил Леонид Максимов)
- 2007 — Реальный папа — Игорь, инструктор
- 2007 — Фитиль (№ 386 сюжет «А где озеро?») — инструктор (озвучил Владимир Зайцев)
- 2009 — Тарас Бульба — Степан Гуска (озвучил Евгений Дятлов)

## Награды и премии
- Приз «Лучший актёр телесериала» («Оперативный псевдоним») на XII фестивале «Виват кино России!» в Санкт-Петербурге (2004).
- Премия ФСБ России (номинация «Актёрская работа», посмертно, 2007) — за личный вклад в формирование образа офицера спецслужб в художественных фильмах «Псевдоним „Албанец“», «Сармат», «Оперативный псевдоним».